# Palácio do Conde do Bolhão
O Palácio do Conde do Bolhão é um imóvel histórico localizado na Rua Formosa, n.º 342/346, na cidade do Porto, em Portugal.
Classificado pelo IGESPAR e considerado um dos edifícios mais notáveis da arquitectura civil do Porto oitocentista, o palácio foi mandado construir em 1844 por António de Sousa Guimarães, um dos comerciantes mais ricos do país. O palácio expressa o vigor político e financeiro da orgulhosa burguesia portuense do século XIX, sendo a sua decoração de estuques, pintura e talha assinada pelos artistas mais relevantes da época. No entanto, o palácio deve ainda a sua reputação à faustosa vida social que o Conde do Bolhão promovia e que Camilo Castelo Branco, seu protegido, descreveu detalhadamente. O Conde do Bolhão albergou por duas vezes a Família Real Portuguesa no palácio e as suas opulentas festas, com centenas de convidados, constituíam o zénite da vida social na cidade. Finalmente, e à boa maneira camiliana, a história do palácio está envolta numa teia de situações rocambolescas, onde abundam escândalos, infidelidades, traições e duelos, e onde o autor surge como um dos mais notórios protagonistas.
Arruinado e acusado de falsificação de moeda no Brasil, o conde acabaria por entregar o palácio ao seu credor, o Visconde de Fragozelas.
Em 1890, o palácio torna-se propriedade do famoso comerciante e editor Emílio Biel que aí instala a Casa Biel. Celebrizado por uma notável edição de Os Lusíadas, Biel foi ainda um percursor da fotografia em Portugal, sendo considerado, a par de Carlos Relvas, o introdutor da fototipia no país. Fotógrafo da Casa Real, Emilio Biel foi autor de um levantamento fotográfico exaustivo, em 8 volumes, da arte e natureza em Portugal.
Com a entrada de Portugal na Primeira Guerra Mundial, Biel devido à sua origem alemã, viu o palácio ser pilhado e os seus bens confiscados. Morreu no palácio em setembro de 1915. O palácio foi depois adquirido por Rui Oliveira, que o converteu em sede da Litografia do Bolhão. Para instalar as suas oficinas, esta conhecida litografia, (que funcionou até cerca de 1990), construiu um anexo de dimensões consideráveis acoplado à fachada traseira do palácio, cobrindo o antigo jardim.
Adquirido pela Câmara Municipal do Porto, em novembro de 2001, o palácio do Conde do Bolhão foi cedido, em comodato por 50 anos, à Academia Contemporânea do Espectáculo - Escola de Artes / Teatro do Bolhão, para aí instalar a sua escola e companhia de teatro. O palácio teve obras de restauro e adaptação, cujo custo rondou os 2,5 milhões de euros, desde 2006, com o apoio do QREN, do Ministério da Educação, do Ministério da Cultura e da Câmara Municipal do Porto.
A abertura do espaço, que inclui um auditório construído nas traseiras do edifício principal, foi em 27 de março de 2015, data em que se comemora o Dia Mundial do Teatro.